# Грамон, Луи-Антуан-Арман де
Герцог Луи-Антуан-Арман де Грамон (фр. Louis-Antoine-Armand de Gramont; 20 марта 1688 — 16 мая 1741, Париж), пэр Франции — французский генерал, также известный как Антуан VI де Грамон.

## Биография
Сын герцога Антуана V де Грамона, маршала Франции, и Мари-Кристины де Ноай.
Сир де Леспар, сеньор де Гиш, Лувиньи, и прочее.
Первоначально титуловался графом де Лувиньи. В 1703 году поступил на службу мушкетером, воевал в Нидерландах и участвовал в битве при Экерене. Корнет полка генерал-полковника драгун (2.04.1704), младший лейтенант полка Короля (8.02.1705). Начал кампанию 1705 года в Мозельской армии маршала Виллара, 2 августа получил полк своего имени, с которым перешел в Итальянскую армию и в следующем году участвовал в осаде Турина. Командовал полком во Фландрской армии (1707), в битвах при Ауденарде и Мальплаке.
В 1710 году, после женитьбы, отец уступил ему герцогский титул и Луи-Антуан-Арман принял куртуазный титул герцога де Лувиньи. В 1710—1712 годах продолжил службу во Фландрской армии, 26 января 1711 стал полковником Пьемонтского полка, в следующем году участвовал в осадах Дуэ, Ле-Кенуа и Бушена. 6 апреля 1713 принес присягу в Парламенте как пэр Франции и в том году участвовал в осадах Ландау и Фрайбурга.
15 января 1717 был назначен наследником отца в должности полковника полка Французской гвардии и оставил командование Пьемонтским полком. Бригадир (1.10.1718).
После смерти своего деда 25 октября 1720 принял титул герцога де Гиша. В тот же день был назначен наследником отца в должностях губернатора Наварры и Беарна, генерального наместника Байонны, области и бальяжа Лабура и отдельно губернатора Байонны, По и Сен-Жан-Пье-де-Пора. Принес присягу 10 ноября и был зарегистрирован Наваррским парламентом 15 января 1721. Вступил во владение указанными должностями после смерти отца 16 октября 1725 и тогда же принял титул герцога де Грамона.
Кампмаршал (24.04.1727). 16 мая 1728 был пожалован в рыцари орденов короля. Генерал-лейтенант армий короля (1.08.1734).
Умер в Париже, был погребен 18 мая 1741 в церкви капуцинов на Вандомской площади в часовне своих предков.

## Семья
Жена (3.03.1710): Луиза-Франсуаза д'Омон де Креван д'Юмьер (ок. 1692—9.09.1742), дочь Луи-Франсуа д’Омона, герцога д'Юмьера, и Анн-Жюли де Креван д'Юмьер. После смерти мужа король положил ей пенсион в 10 тысяч ливров из дохода положенного должности губернатора Наварры, переданного ее деверю. Умерла от пневмонии
Дети:
- Антуан (20.10.1711—17.04.1714), граф де Гиш
- Луи-Мари (7.08.1713 — ум. ребенком)
- Луиза-Мари-Виктуар (26.07.1723—11.01.1756). Муж (1.03.1739): герцог Антуан-Антонен де Грамон (1722—1801)
- Луиза-Шарлотта (11.07.1725—3.04.1742), называемая мадемуазелью де Гиш, умерла от пневмонии. Муж (3.02.1740): Шарль-Луи де Лоррен, граф де Брион (1725—1761), губернатор Анжу